# Філіпи (Свентокшиське воєводство)
Філіпи (пол. Filipy) — село в Польщі, у гміні Радошиці Конецького повіту Свентокшиського воєводства.
Населення — 114 осіб (2011).
У 1975-1998 роках село належало до Келецького воєводства.

## Демографія
Демографічна структура на день 31 березня 2011 року:
|          | Загалом | Допрацездатний вік | Працездатний вік | Постпрацездатний вік |
| -------- | ------- | ------------------ | ---------------- | -------------------- |
| Чоловіки | 52      | 6                  | 38               | 8                    |
| Жінки    | 62      | 9                  | 36               | 17                   |
| Разом    | 114     | 15                 | 74               | 25                   |